# Epirrhoe indistincta
Epirrhoe indistincta är en fjärilsart som beskrevs av Ludwig Osthelder 1929. Epirrhoe indistincta ingår i släktet Epirrhoe och familjen mätare. Inga underarter finns listade i Catalogue of Life.